# リサール・メモリアル・スタジアム
リサール・メモリアル・スタジアム（英: Rizal Memorial Stadium）は、フィリピンの首都マニラのリサール・メモリアル・スポーツコンプレックス内にある多目的スタジアムであり、フィリピンの国立競技場である。1934年に建設された。

## 概要
フィリピン独立の英雄ホセ・リサールの名を冠してリサール・メモリアル・スタジアムと名付けられた。主にサッカーの試合に用いられる。
サッカーの国内リーグであるユナイテッド・フットボールリーグにおいて利用されている他、サッカーフィリピン代表がホームスタジアムとして使用している。
当初収容人数は30,000人。1954年には1954年アジア競技大会のメイン会場として使用された。1966、1970年にはAFCユース選手権の会場として、1973、1993、2003年にはアジア陸上競技選手権大会のメイン会場として、1981、1991、2005年には東南アジア競技大会のメイン会場として使用された。
2011年、2014 FIFAワールドカップ・アジア予選に向け改修工事を行った結果、12,873人まで椅子席で観戦することが可能になった。しかし、サッカーやラグビーのイベント数により、ピッチ(天然芝)は再び劣化し、2014年に人工芝に転換、2015年、FIFAから2つ星の認定を受けた、フィリピンで最初のサッカー場になった。
1966年7月4日には、ビートルズがライヴ公演を行い約10万人を動員した。
スタジアムは、2019年東南アジア競技大会の男子サッカーの会場に指定された後、大規模な改修を受けた。メイングランドスタンドの外にあるスタジアムの観客エリアに新しい個別席が設置され、トラックのサーフェイスも改修された。